# Chacao (khu tự quản)
Chacao là một khu tự quản thuộc bang Miranda, Venezuela. Thủ phủ của khu tự quản Chacao đóng tại Chacao. Khự tự quản Chacao có diện tích 13 km2, dân số theo điều tra dân số ngày 21 tháng 10 năm 2001 là 64629 người.